# Ивичест чакал
Ивичест чакал (Canis adustus) е хищен бозайник от семейство Кучеви.

## Физически характеристики
На външен вид ивичестият чакал много прилича на черногръбия. Той обаче има по-широка и по-къса муцуна от него. По протежение на двете страни на тялото преминават светли ивици, откъдето идва и името му. Гърбът му е сиво-кафяв, опашката е тъмна с бял край. Мъжките са по-едри от женските.

## Разпространение
Ивичестият чакал е разпространен повсеместно в Централна и Южна Африка. Той предпочита гористи райони и открити савани в близост до населени места. В местообитанията на ивичестия чакал се срещат и другите два вида чакали – златист и черногръб.

## Начин на живот и хранене
В менюто на ивичестия чакал се включват плодове, дребни бозайници и насекоми. Най-едрата плячка за него представляват зайците. За разлика от другите чакали ивичестия не се храни с мърша. С нея се храни много рядко. Той предпочита да улови живи насекоми или животинки. Ивичестият чакал е нощно животно.

## Размножаване
Размножителния сезон зависи от географското разпространение. Продължителността на бременността е 57 – 70 дни, раждат по 3 – 4 малки. Те се раждат по време на дъждовния сезон – в Южна Африка в периода август до януари, в Централа Африка от юни до юли.
Леговищата на чакалите са в стари термитници или самката сама си изкопава гнездо. След раждането мъжкия носи храна на кърмещата майка. Кърменето продължава 8 – 10 седмици след което майката напуска гнездото и ловува съвместно с мъжкия. Двамата носят на своите малки част от плячката. В случай на опасност майката мести гнездото на друго място. Половата зрялост настъпва на 6 – 8 месец, а на 11 месечна възраст младите напускат котилото и своите родители. Продължителността на живота при ивичестия чакал на свобода е около 12 години.
Ивичестите чакали са моногамни и живеят по двойки. Всяка двойка обитава широк ловен ареал.